# Mai Tateyama
Mai Tateyama –en japonés, 立山 真衣, Tateyama Mai– (14 de junio de 1986) es una deportista japonesa que compitió en judo. Ganó una medalla en los Juegos Asiáticos de 2006, y cinco medallas en el Campeonato Asiático de Judo entre los años 2007 y 2013.

## Palmarés internacional
| Juegos Asiáticos    | Juegos Asiáticos     | Juegos Asiáticos  | Juegos Asiáticos |
| Año                 | Lugar                | Medalla           | Categoría        |
| ------------------- | -------------------- | ----------------- | ---------------- |
| 2006                | Doha (Catar)         | Medalla de bronce | Abierta          |
| Campeonato Asiático |                      |                   |                  |
| Año                 | Lugar                | Medalla           | Categoría        |
| 2007                | Kuwait (Kuwait)      | Medalla de plata  | Abierta          |
| 2008                | Jeju (Corea del Sur) | Medalla de oro    | +78 kg           |
| 2009                | Taipéi (Taiwán)      | Medalla de bronce | +78 kg           |
| 2009                | Taipéi (Taiwán)      | Medalla de bronce | Abierta          |
| 2013                | Bangkok (Tailandia)  | Medalla de plata  | +78 kg           |